# Ludwigia decurrens
Ludwigia decurrens là một loài thực vật có hoa trong họ Anh thảo chiều. Loài này được Walter mô tả khoa học đầu tiên năm 1788.

## Hình ảnh

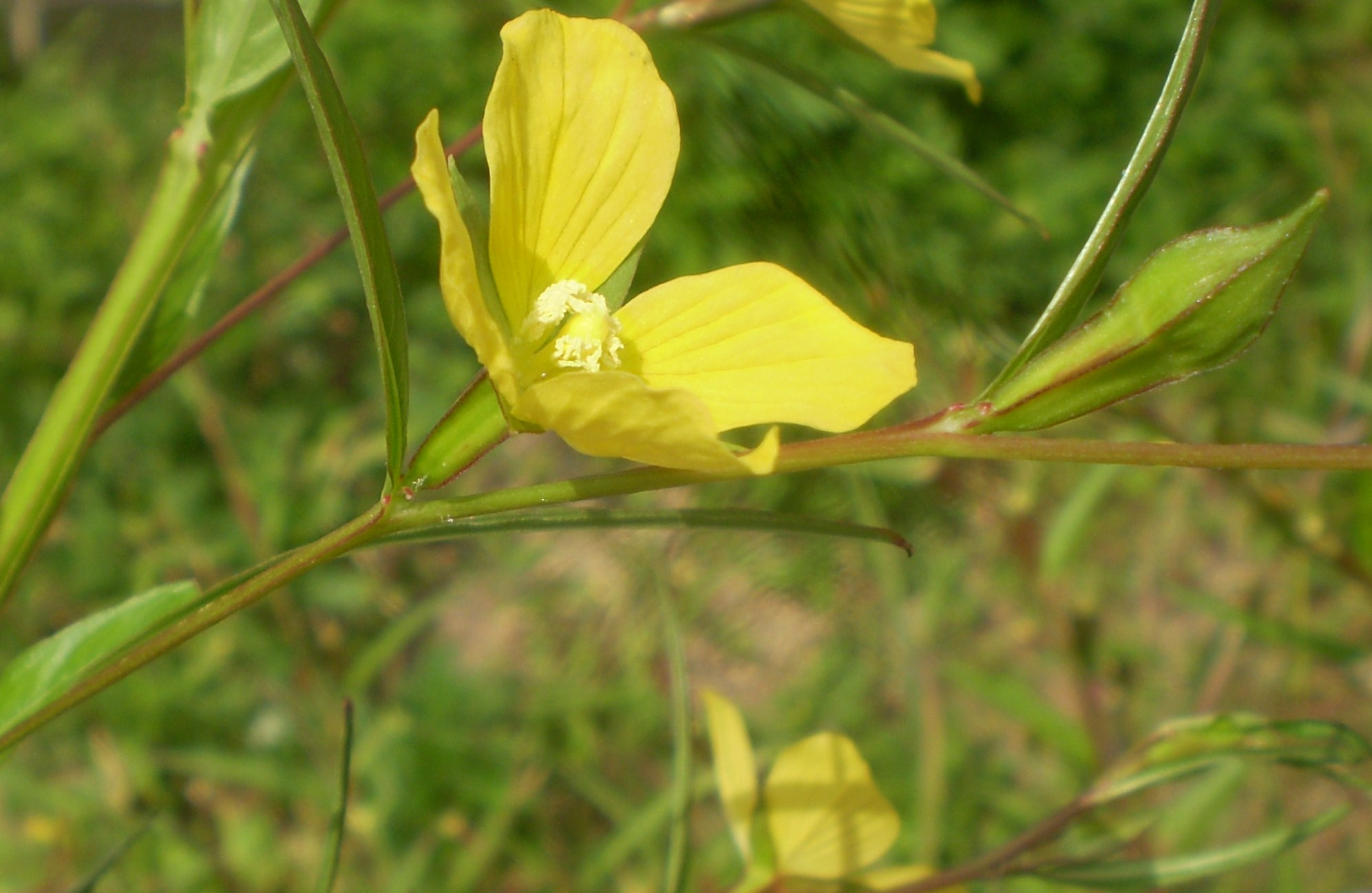